# Rallus tenuirostris
Il rallo azteco (Rallus tenuirostris Ridgway, 1874) è un uccello della famiglia dei Rallidi, endemico del Messico.

## Descrizione
Questo rallide misura 33–42 cm di lunghezza e ha un peso compreso tra 220 e 330 g. I maschi sono leggermente più grandi delle femmine.

## Biologia
Si nutre principalmente di crostacei, in particolare di gamberi, e in misura minore di molluschi e artropodi, sia terrestri che acquatici.

## Distribuzione e habitat
Questa specie è diffusa nelle paludi d'altura del Messico centrale, dalla parte meridionale degli stati di Nayarit, Jalisco, Guanajuato e San Luis Potosi,  a sud sino agli stati di Guerrero, Morelos e Puebla.